# Libanonská vlajka

Libanonská vlajka
Poměr stran: 2:3

Vlajka Libanonu je tvořena třemi vodorovnými pruhy: červeným, bílým a červeným o poměru šířek 1:2:1. V bílém pruhu je zelený cedr, dotýkající se obou červených pruhů a široký 1/3 délky listu. Poměr stran vlajkového listu není vysloveně v ústavě uveden, užívá se 2:3.
Červená barva symbolizuje sebeobětování, bílá je barvou míru. Dle jiného výkladu jsou to barvy znesvářených kmenů: Kajsovců a Jemenců, které v Libanonu žily v letech 634–1711. Cedr (cedr libanonský) symbolizuje sílu, posvátnost a věčnost.

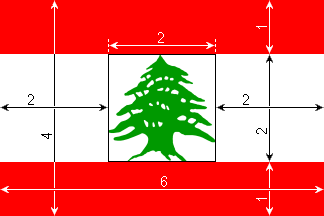
Rozměry libanonské vlajky

## Historie
Pobřeží dnešního území Libanonu by osídleno již od paleolitu. V bohaté historii byl Libanon součástí Fénicie, Asýrie, Novobabylonské říše, Perské říše, říše Alexandra Velikého, helenistických států Ptolemaiovců a Seleukovské říše, Římské říše, Byzantské říše. Poté bylo území dobyto Araby, poté Turky, křižáky (jako součást Tripolského hrabství a Jeruzalémského království), ovládáno Mamlúckým sultanátem a Osmanskou říší.
V  18. století začali maronitští křesťané užívat bílé prapory s uprostřed umístěným cedrem. Cedrové háje pokrývaly v té době většinu území Libanonu, odkazovalo se na to v i bibli a od roku 1845 byly cedry označovány za boží stromy.
| „                          | Spravedlivý roste jak palma, rozrůstá se jako libanonský cedr | “ |
| — Bible (žalm 92, verš 13) |                                                               |   |

Po 1. světové válce obsadila Libanon (1. října 1918) arabská vojska z Hidžázu, vlajky Hidžázu, které zavlály v Libanonu byly tvořeny listem o poměru stran 2:3 (někdy uváděno 1:2) se třemi vodorovnými pruhy: černým, zeleným a bílým. U žerdi byl červený klín sahající do třetiny délky vlajky.
Již 8. října 1918 byl Libanon obsazen francouzskými (a britskými) vojsky a začaly se vyvěšovat (především) vlajky francouzské.
8. března 1920 bylo vyhlášeno Syrské království, které si nárokovalo území tzv. Velké Sýrie, zahrnující i Libanon. Vlajkou království byla vlajka Hidžázu, avšak o poměru stran 1:2, doplněná o bílou, sedmicípou hvězdu v červeném klínu.
Francií ani Spojeným královstvím nebyl tento stát uznán, a již 24. července 1920 byly syrská vojska poražena a Damašek obsazen Francouzi. V Sýrii (včetně Libanonu) se začaly vyvěšovat vlajky se světle modrým listem a bílým půlměsícem uprostřed (s cípy směřujícími k vlajícímu okraji, v kantonu pak byla francouzská trikolóra.
1. září 1920 se území stalo součástí mandátního území Sýrie a Libanon ale do konce roku vznikly na tomto území čtyři loutkové státy – jedním z nich byl Velký Libanon. Vlajkou se stala (na popud Naouma Mokarzela, vůdce libanonského osvobozeneckého hnutí) francouzská trikolóra s kresbou cedru v bílém pruhu. I po vyhlášení autonomní Libanonské republiky (23. května 1926) byla vlajka zachována. V článku č. 5 ústavy byla vlajka popsána jako „modrá, bílá a červená s  cedrem v bílé části”. Z vágního popisu plyne několik variant vlajky (cedr zelený, černý, či zelený s hnědým kmenem).

Vlajka maronitských křesťanů (18. století)
Vlajka Osmanské říše v Libanonu (do roku 1918) Poměr stran: 2:3
Vlajka Hidžázu v Libanonu (1918) Poměr stran: 2:3
Francouzská vlajka v Libanonu (1918–1943) Poměr stran: 2:3
Vlajka Syrského království v Libanonu (1920) Poměr stran: 1:2
Vlajka Sýrie, včetně Libanonu (1920) Poměr stran: 2:3
Varianta libanonské vlajky (1920–1943) Poměr stran: 2:3
Varianta libanonské vlajky (1920–1943) Poměr stran: 2:3
Varianta libanonské vlajky (1920–1943) Poměr stran: 2:3

11. listopadu 1943 byl schválen návrh poslance Henri Phillipe Pharaouna na vlajku (v té době ještě nevzniklého) nového Libanonu. Vlajka (platná dodnes) byla poprvé vztyčená 21. listopadu 1943 ve 23:20 v městečku Bechamoun nedaleko Bejrútu, v předvečer jednostranného vyhlášení nezávislosti na Francii. Oficiálně byla vlajka zavedena ústavním zákonem 7. prosince 1943. Plná nezávislost byla vyhlášena 1. ledna 1944.
Poměr stran nebyl v ústavě vysloveně uveden, převzal se zřejmě z francouzské vlajky: 2:3. V textu zákona byl uveden termín „zelený cedr”, po zavedení se však užívaly (protiústavní) vlajky s hnědými kmeny stromu. Od poloviny 90. let 20. století se začala užívat správně barevná vlajka s cele zeleným cedrem.

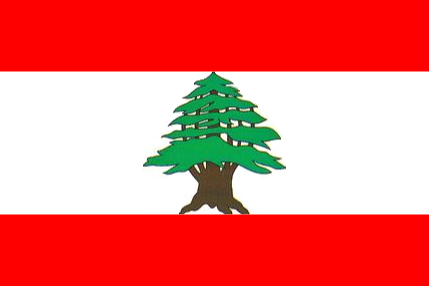
Neústavní varianta libanonské vlajky (1940–polovina 90. let 20. století) Poměr stran: 2:3

## Vlajky libanonských guvernorátů

Libanonské guvernoráty

Libanon se administrativně člení na 9 guvernorátů (muḥāfaẓah). Tyto jednotky zřejmě neužívají své vlajky, užívají se však vlajky vojenských oblastí, odpovídající guvernorátům – resp. ji užívá 5 těchto oblastí. (nejsou obrázky) Vlastní vlajku zřejmě užívá i hlavní město Bejrút. (není obrázek)